# IBM PS/2

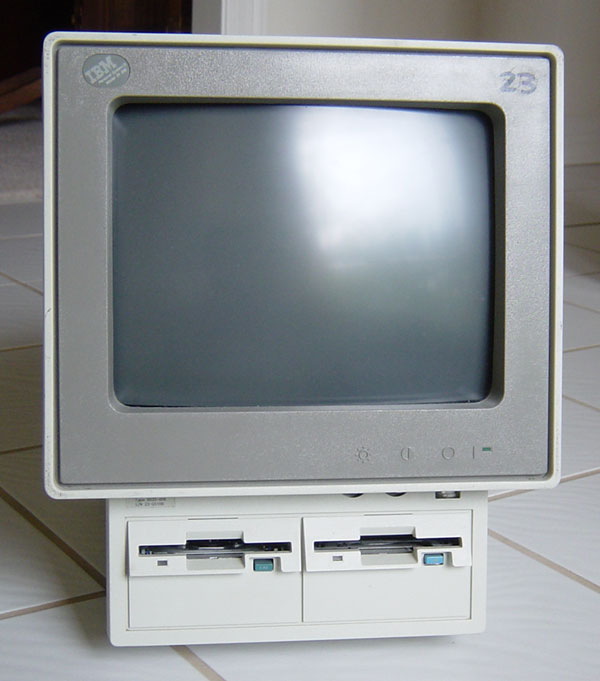
En av flera IBM PS/2-modeller: Model 25

IBM PS/2 var en persondator från IBM presenterad 1986. Den hade diskettenheter i storleken 3,5 tum och nya kontakter för tangentbord och mus, se PS/2-standarden. Den fanns med 8086- 80286 och 80386-processorer från 8 till 25 MHz.
I och med IBM PS/2 presenterade IBM en ny standard för instickskort, MCA, som dock aldrig blev någon succé då IBM krävde licensering av tillverkare som ville klona den, vilket skulle bli för dyrt. PS/2 fanns även med 8 och 16-bits ISA-portar.

## PS/2-kontakt

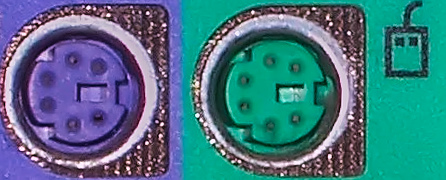
PS/2-kontakten, som under lång tid var standard för möss och tangentbord, är ett arv från IBM PS/2.

PS/2 var den första datorn att använda en 6-polig mini-DIN-kontakt för att ansluta datormus och tangentbord. Denna kontakt, som därefter kallats PS/2-kontakt, blev standard för mus och tangentbord på PC-datorer men har idag helt och hållet ersatts av USB.
En liknande men ej kompatibel kontakt var Apple Desktop Bus som användes av äldre Macintosh-datorer.

## Micro Channel
IBM introducerade en ersättare till den åldrade ISA-bussen kallad Micro Channel med PS/2-maskinerna. Meningen var naturligtvis att få konkurrenter på PC-marknaden att licensiera bussen men de höga avgifterna gjorde att konkurrenterna istället utvecklade EISA. Micro Channel försvann när IBM slutade med PS/2-brandingen och ersattes av PCI som hela branschen enats om. Micro Channel var en bidragande orsak till att IBM inte förblev världens största PC-leverantör och står som ytterligare ett bevis på att en överlägsen teknik inte alltid vinner kampen om konsumenterna.

## VGA och 8514/A
Grafik på PC-datorer var, innan introduktionen av PS/2, en vild djungel av olika format som antingen inte var kompatibla med varandra eller som var starkt begränsade i både upplösning och antal färger. Med PS/2 lanserades VGA som kom att standardisera grafik för lång tid framöver med en normal upplösning på 640*480 pixels med 16 färger eller, mer normalt för spel, 320*200 pixels med 256 färger. För den professionella marknaden introducerade IBM samtidigt 8514/A, en grafikadapter som gav en upplösning på 1024*768 pixels som kunde visa 256 färger. På grund av sitt pris blev 8514/A aldrig speciellt utbrett. IBM byggde sedermera på med XGA som inte alls blev samma succé, SVGA från VESA konkurrerade ut det.